# Нураталдинский сельский округ
Нураталдинский сельский округ — административно-территориальное образование в Шетском районе Карагандинской области. Административный центр - село Кошкарбай.
Население - 1808 человек (2009; 2008 в 1999, 2352 в 1989).
Прежние названия сел Кошкарбай - Нураталды, что и дало название округа, Аккияк - Аккиик, Шопа - Байзак. Ликвидировано село Толегенбаза.

## Состав
В состав округа входят такие населё
нные пункты:
| Населённый пункт | Население, лиц (1989) | Население, лиц (1999) | Население, лиц (2009) |
| ---------------- | --------------------- | --------------------- | --------------------- |
| Аккияк, село     | 213                   | 95                    | 60                    |
| Аксу, село       | 369                   | 375                   | 358                   |
| Кызылкой, село   | 401                   | 433                   | 389                   |
| Кошкарбай, село  | 1095                  | 918                   | 819                   |
| Шопа, село       | 274                   | 190                   | 182                   |

### Зимовки
- с.Кошкарбай
  1. Молзавод
  2. зимовка Толегенбаз
- с.Аксу
  1. зимовка Тесиктас
- с.Кызылкой
  1. зимовка Бабан[3]

## Акимы
1. Акимбеков Сагынган Дауренбекович 2004-?
2. Кутышев Ерлан Кошжанович